# Sydmonton
Sydmonton lub Sidmonton – wieś w Anglii, w Hampshire. Leży 28,3 km od miasta Winchester, 45,3 km od miasta Southampton i 87,4 km od Londynu. W 1931 roku civil parish liczyła 139 mieszkańców. Sydmonton jest wspomniana w Domesday Book (1086) jako Sidemanestone.